# Johann Georg von Meyer
Johann Georg von Meyer (* 1765 in Frankfurt am Main, getauft am 31. März; † 14. April 1838) war ein deutscher Kaufmann, Bankier und Abgeordneter.

## Familie
Johann Georg von Meyer war ein Sohn des Kaufmanns Johann Anton Meyer aus Hildesheim (1734–1800). Dieser gründete 1758 in Frankfurt eine sehr erfolgreiche Farbwarenhandlung und 1772 zusammen mit seinem ‚Schwager‘ Johann Friedrich (von) Heyder (1714‒1772) in Schleusingen ein Blechwalzwerk.      Er war Senior des 51er-Ausschusses der Reichsstadt Frankfurt. 1789 wurde er in den erblichen Reichsadel erhoben; er selbst führte das Adelsprädikat jedoch nicht. Die Mutter war Anna Catharina geb. Mühl (1735–1797), eine Tochter aus der zweiten Ehe des Bankiers Johann Christian Mühl (1691–1769) in Frankfurt. Johann Georgs Bruder Johann Friedrich war ein bekannter Bibelforscher und mehrfach Älterer Bürgermeister von Frankfurt. Johann Georg heiratete am 10. Februar 1789 Catharina Gertraude Schmidt (* 28. Januar 1767 in Frankfurt am Main; † 6. November 1826 ebenda), die Tochter des Handelsmanns Johann Schmidt (1733–1803), Teilhaber der Firma „Heinr. Wilhelm Schmidt Teeimporte usw“. Aus der Ehe gingen folgende Kinder hervor:
- Carl Eduard von Meyer (1790–1871) war Bürger und Handelsmann in Frankfurt am Main und wurde Mitglied der ständigen Bürgerrepräsentation der Freien Stadt Frankfurt.
- Catharina Auguste von Meyer (1791–1863) heiratete 1811 Georg Friedrich Peter Heyder-Arledter, den Teilhaber des Bankhauses „Heyder & Cie“; ihr Sohn Johann Georg (1812‒1888) wurde 1862 in den Adelsstand erhoben.
- Johann Anton Karl von Meyer (1793–1862) wurde Rittmeister im Königlich Bayerischen Kürassier-Regiment Prinz Karl.
- Gustav Ferdinand von Meyer (1796–1878) wurde Bankier und Teilhaber des Bankhauses „Johann Georg Meyer & Sohn“.
- Christine Bertha von Meyer (1800–1861) heiratete Gustav Metzler.

## Leben
Von Meyer wurde 1789 Teilhaber der väterlichen Firma, der Farbwarenhandlung „J. A. Meyer & Söhne“. 1803 ersteigerte er das säkularisierte Kapuzinerkloster von der geistlichen Güteradministration gemeinsam mit der Kirche in der Töngesgasse 14/16 für 80.000 fl. Die Gebäude wurden abgerissen. Auf dem Grundstück errichtete Stadtbaumeister Johann Georg Christian Hess mehrere großzügige klassizistische Mietshäuser. 1811 wurde er Gründer des Bankhauses „Johann Georg Meyer & Sohn“ (erloschen 1844). Daneben war er Administrator der Senckenbergischen Stiftung.
Von 1800 bis 1810 war er Mitglied des 51er-Ausschusses und danach bis 1835 der Ständigen Bürgerrepräsentation der Freien Stadt Frankfurt. [1814]–1819 war er Senior (also Vorsitzender) der Ständigen Bürgerrepräsentation.

## Nachweise
1. ↑  Anna Catharina war eine Halbschwester von Susanna Maria geb. Mühl (1723‒1784), der Ehefrau von Johann Friedrich Heyder; vgl. die Ahnentafel von Johann Georg von Heyder in Frankfurter Blätter für Familien-Geschichte 4. Jg., 1911, S. 182.

| Personendaten    | Personendaten                                |
| ---------------- | -------------------------------------------- |
| NAME             | Meyer, Johann Georg von                      |
| KURZBESCHREIBUNG | deutscher Kaufmann, Bankier und Abgeordneter |
| GEBURTSDATUM     | 1765                                         |
| GEBURTSORT       | Frankfurt am Main                            |
| STERBEDATUM      | 14. April 1838                               |
| STERBEORT        | Frankfurt am Main                            |